# کاساندرا سیانگروتی
کاساندرا سیانگروتی (به انگلیسی: Cassandra Ciangherotti) (زاده ۱۴ فوریهٔ ۱۹۸۷) بازیگر و تهیه‌کننده مکزیکی است.
از کارهای معروف او می‌توان به بازی در فیلم‌های کانتینفلاس، قطعه موسیقی صفر اشاره کرد.